# كيوشي ناكاتاني
كيوشي ناكاتاني (باليابانية: 中谷 喜代志) (مواليد 7 مايو 1991) هو لاعب كرة قدم ياباني.

## وصلات خارجية
- كيوشي ناكاتاني على موقع رابطة كرة القدم اليابانية للمحترفين (اليابانية)
- كيوشي ناكاتاني على موقع قاعدة بيانات كرة القدم.إي يو (الإنجليزية)
- كيوشي ناكاتاني على موقع Soccerway.com (الإنجليزية)
- كيوشي ناكاتاني على موقع عالم كرة القدم.نت (الإنجليزية)